# Albert Grünwedel
Albert Grünwedel (München, 31 juli 1856 - Lenggries, 28 oktober 1935) was een Duits Indiakundige, sinoloog, tibetoloog, archeoloog en ontdekkingsreiziger van Centraal-Azië. Grünwedel was een van de eerste linguïsten die de Tibetaanse taal Lepcha onderzocht.
Grünwedel studeerde Aziatische talen waaronder ook Avestan en hij behaalde zijn doctoraat aan de Universiteit van München in 1883. Hetzelfde jaar werd hij benoemd tot onderdirecteur voor de etnografische collectie van het Museum für Asiatische Kunst in Berlijn, waar hij twee jaar eerder als assistent was begonnen.
Grünwedel ontving erkenningen voor verschillende van zijn talkrijke publicaties over boeddhistische kunst, Centraal-Aziatische archeologie en Himalayaanse talen. Twee belangrijke werken waren Buddhistische Kunst in Indien (1893) en Mythologie des Buddhismus in Tibet und der Mongolei (1900)
In 1899 werd Grünwedel uitgenodigd mee te gaan met een Russische archeologische onderzoeksexpeditie die geleid werd door Wilhelm Radloff in de noordwestelijke Chinese provincie Sinkiang. In 1902-1903 leidde Grünwedel een expeditie in dezelfde provincie naar de stad Turpan. Tussen 1905 en 1907 leidde hij zijn derde expeditie naar Turpan.
Hij pensioneerde in 1921 en sinds 1923 woonde hij in Bad Tölz, waar hij nog een aantal wetenschappelijke teksten schreef.